# Nina Lwowna Chruschtschowa

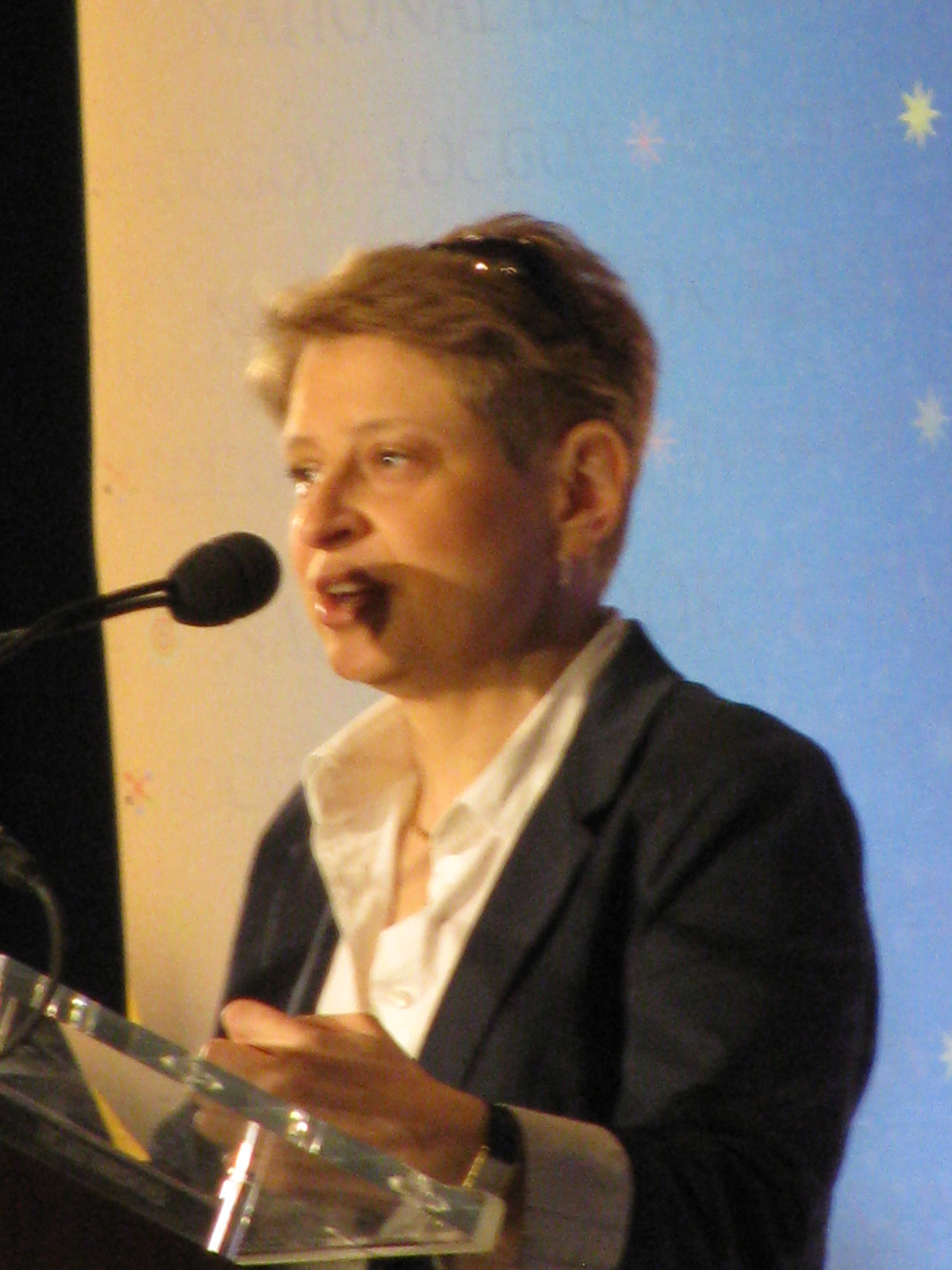
Nina Chruschtschowa (2014)

Nina Lwowna Chruschtschowa (russ. Нина Львовна Хрущёва, engl. Nina Lvovna Khrushcheva; geboren 1. August 1962 in Moskau) ist eine russisch-US-amerikanische Politikwissenschaftlerin.

## Leben
Chruschtschowa ist die Tochter von Lew Petrow und Julia Chruschtschowa und somit eine Urenkelin (und Adoptivenkelin) des sowjetischen Politikers Nikita Chruschtschow.
Chruschtschowa studierte Russisch an der Lomonossow-Universität Moskau mit einem Abschluss im Jahr 1987 und wurde 1998 an der Princeton University in Komparatistik promoviert. Sie war von 2002 bis 2004 Assistenzprofessorin an der School of International and Public Affairs der Columbia University. Danach arbeitete sie in der Redaktion des East European Constitutional Review der NYU School of Law.
Chruschtschowa ist Professorin für Internationale Politik an der New School in New York. Sie ist Senior Fellow des World Policy Institute. Ihre politischen Analysen und Kommentare veröffentlicht sie im Project Syndicate.
Sie gilt unter anderem als Expertin der jüngsten Geschichte Russlands, die seit dem Jahr 2000 vom langjährigen russischen Präsidenten Wladimir Putin geprägt wird. Im März 2022 äußerte Chruschtschowa ihre Empörung über das Verhalten Putins im Krieg gegen die Ukraine und sagte, ihr Urgroßvater hätte Putins Verhalten als „verabscheuungswürdig“ bezeichnet.
Bei ihrer Festrede zur Eröffnung der Salzburger Festspiele am 27. Juli 2024 entschuldigte sie sich als Russin für den Angriffskrieg Wladimir Putins gegen die Ukraine und warnte vor einem ablehnenden Umgang mit russischer Kunst.

## Schriften (Auswahl)
- The symbolic art of Dickens and Gogol. 1998. Ph.D. Princeton University 1998
- Imagining Nabokov: Russia between art and politics. New Haven: Yale University Press, 2007
- The lost Khrushchev: a journey into the gulag of the Russian mind. Mustang, Oklahoma: Tate Publishing and Enterprises, LLC, 2014
- Der gerissene Angstmacher. Wladislaw Surkow ist Putins getreuer Ratgeber und sein einflussreichster Propagandist. Kommentar bei Project Syndicate. In: Die Welt, 8. August 2015, S. 2
- Nina Khrushcheva, Jeffrey Tayler: In Putin's footsteps: searching for the soul of an empire across Russia's eleven time zones. New York: St Martin's Press, 2019 ISBN 978-1-250-16323-3